# 磁盘缓存

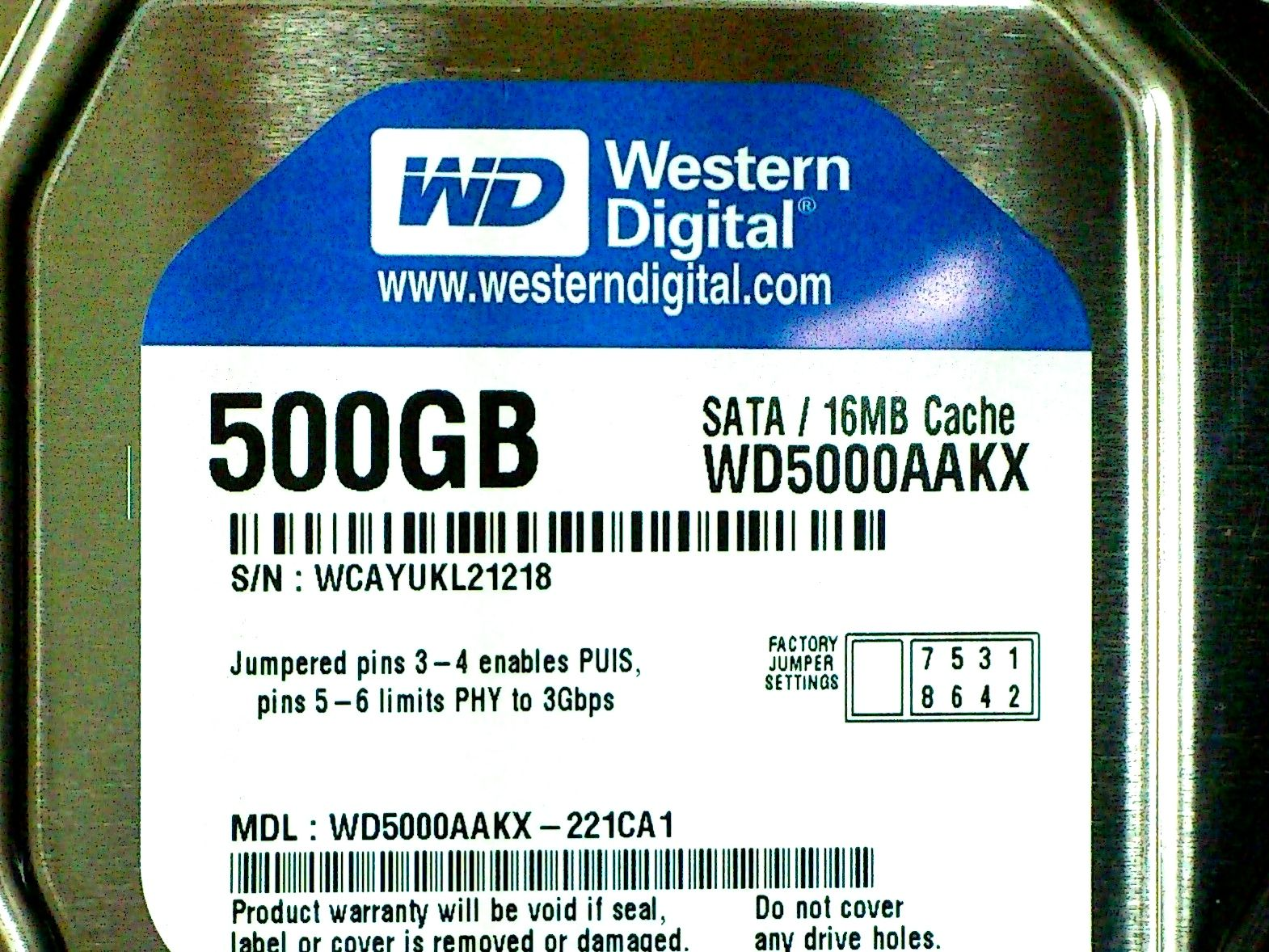
16MB緩衝區的硬碟

磁盘缓存（英語：Disk Buffer）实际上是将下载到的数据先保存于系统为软件分配的内存空间中（这个内存空间被称之为“内存池”），当保存到内存池中的数据达到一个程度时，便會将数据保存到硬盘中。这样可以减少实际的磁盘操作，有效的保护磁盘免于重复的读写操作而导致的损坏。
磁盘缓存是為了減少CPU透過I/O讀取磁碟機的次數，提昇磁碟I/O的效率，用一塊記憶體來儲存存取較頻繁的磁碟內容；因為記憶體的存取是電子動作，而磁碟的存取是機械動作，感覺上磁碟I/O變得較為快速。
相同的技巧可用在寫入動作，我們先將欲寫入的內容放入記憶體中，等到系統有其它空閒的時間，再將這塊記憶體的資料寫入磁碟中。

## 大小
普遍的磁盘通常有32MB或64MB緩存，現在市售上128MB與256MB也十分常見。舊的硬碟則有8MB或16MB。